# System złożony
System złożony, układ złożony – system, którego budowa lub zachowanie są w jakimś sensie złożone czy skomplikowane. Znajduje zastosowanie w naukach przyrodniczych i społecznych. Są przedmiotem badań wielu nauk, m.in. biologii, socjologii, psychologii, informatyki, matematyki, automatyki, cybernetyki i filozofii.
Złożoność systemów może wynikać z działania chaosu deterministycznego, emergencji oraz indywidualnego zróżnicowania elementów składowych systemu i relacji między nimi, szczególnie gdy właściwości elementów lub relacji zmieniają się nieliniowo.
Innymi słowy system złożony cechuje się jedną lub wieloma właściwościami niekoniecznie dającymi się wywieść od właściwości elementów składowych, co powoduje, że systemy złożone są trudno opisywalne metodami klasycznej fizyki i matematyki, a często jedynym sposobem ich badania jest jakiś rodzaj symulacji komputerowych.

## Zastosowanie
Pojęcie to jest użyteczne w niektórych dziedzinach fizyki (np. dynamika płynów), szczególnie ważne jest dla nauk biologicznych (zwłaszcza ekologii i ewolucjonizmu) oraz społecznych (np. memetyka, dynamiczna psychologia społeczna). Pewne koncepcje są także adaptowane do nauk humanistycznych.

## Wieloznaczność pojęcia
Obecnie termin „system złożony” ma wiele znaczeń:
- System złożony to wysoko strukturyzowany system, który do opisu struktury wykorzystuje zmienne.
- System złożony to system wysoko wrażliwy na warunki początkowe lub małe zakłócenia, którego liczba niezależnych interakcji komponentów jest duża, lub gdzie występuje mnogość ścieżek rozwojowych danego systemu.
- System złożony to system, który ciągle ewoluuje i rozwija się.
- System złożony to system w którym występuje mnogość interakcji między różnymi komponentami.

## Cechy systemów złożonych
- Istnieją trudności w ustaleniu granic systemu – decyzja o ich wyznaczeniu zależy w wysokim stopniu od obserwatora.
- Systemy złożone to przeważnie systemy otwarte – nie posiadają równowagi energetycznej lecz mogą być stabilne.
- System złożony to układ dynamiczny – podlega zmianom w czasie i poprzednie stany mają wpływ na stan obecny.
- System złożony może składać się z systemów złożonych – komponenty systemu złożonego także mogą być systemami złożonymi.
- Występujące relacje (zależności) mają charakter nieliniowy – co oznacza, że małe zakłócenia mogą przynieść duże zmiany w wyniku końcowym (efekt motyla), zmiany proporcjonalne lub nie przynieść w ogóle zmian (nieliniowość).